# Larwa limnofilna
Larwa limnofilna – larwa przystosowana do przebywania w strefie wód stojących (limnefil).
Jeden z dwóch typów larw płazów ogoniastych. Larwa typu limnofilnego charakteryzuje się posiadaniem długich i gęstych blaszek skrzelowych oraz wysokim fałdem płetwowym, którego punkt proksymalny najczęściej znajduje się pomiędzy skrzelami zewnętrznymi. Ponadto larwy takie zamieszkują generalnie wszelkiego typu wody stojące. Wśród płazów spotykanych w Polsce larwy tego typu występują u traszek.